# San Cristóbal (Asunción)
San Cristóbal es un barrio de la ciudad de Asunción, capital de la República del Paraguay.

## Geografía
El barrio San Cristóbal está situado en la ciudad de Asunción, capital del Paraguay, en el Departamento Central de la Región Oriental, dentro de la bahía del Río Paraguay, ciudad cosmopolita, donde confluyen personas de distintas regiones del país y extranjeros que la habitan, en especial alemanes, ya arraigados en ella.

## Clima
El barrio San Cristóbal presenta un clima subtropical, la temperatura media es de 28 °C en el verano y 17 °C en el invierno. Vientos predominantes del norte y sur. El promedio anual de precipitaciones es de 1700 mm.

## Límites
El barrio San Cristóbal tiene como división de límites a la avenida Doctor Bernardino Caballero, la Avda. Mariscal López, la Avda. José de San Martín y a la calle Eusebio Lillo. Con los Barrios tiene los siguientes límites:
- Al norte limita con el barrio Villa Morra.
- Al sur limita con el barrio Herrera.
- Al este limita con el barrio Ycua Sati.
- Al oeste limita con el barrio Mariscal Estigarribia.

## Superficie
La superficie total del barrio San Cristóbal es de 1,42 km², se caracteriza por ser una zona alta con numerosas lomadas y declive hacia la calle Denis Roa.

## Vías y Medios de Comunicación
Las principales vías de comunicación del barrio San Cristóbal, son las Avdas. José de San Martín, Mcal. López y las calles asfaltadas Eusebio Lillo y Denis Roa. Las calles internas están empedradas. 
Operan cuatro canales de televisión abiertos y varias empresas que emiten señales por cable. Se conectan con veinte emisoras de radio que transmiten en frecuencias AM y FM. Cuenta con los servicios telefónicos de Copaco y los de telefonía celular, además cuenta con varios medios de comunicación y a todos los lugares llegan los diarios capitalinos

## Transporte
Las líneas de transporte público circulan por las avenidas que limitan el barrio, pero no hay muchas líneas que accedan al interior del mismo.

## Población
El barrio San Cristóbal tiene una población de 7.105 habitantes aproximadamente, de los cuales 45% son hombres y 55% son mujeres. La densidad poblacional es de 4.982 hab./km².

## Demografía
Existen 1.517 viviendas unifamiliares las mayorías de tipo residencial. El porcentaje de cobertura de servicios es el siguiente:
- El 97 % de las viviendas poseen energía eléctrica.
- El 95 % de las viviendas poseen agua corriente.
- El 93 % de las viviendas poseen el servicio de recolección de basura.
- El 70 % de las viviendas poseen red telefónica.

El mayor porcentaje de la población es de clase media y alta. Posee un número importante de pobladores extranjeros, en especial alemanes, que acaparan más del 80% de los extranjeros en el barrio.
No cuenta con ningún centro de salud, el centro médico más próximo al barrio es el Hospital Universitario del barrio Ycua Sati
San Cristóbal tiene tres colegios públicos que brindan enseñanza primaria y secundaria, dos colegios privados católicos con guardería, primaria y secundaria; y la sucursal de un instituto de computación y secretariado ejecutivo.

## Instituciones y Organizaciones existentes
Comisiones vecinales
Las comisiones vecinales colaboran con la Intendencia Municipal en la realización de obras de interés comunitario y en la prestación de servicios básicos.
Existen dos comisiones vecinales
- Oñondivepa
- Ñañopotyvopaguazu, que abarca parte de San Cristóbal y parte del barrio Herrera.

Su objetivo es la adquisición de un espacio recreativo.
- Cooperativa San Cristóbal Ltda. www.sancristobal.coop.py

Otros
- Asociación de Médicos del Instituto de Previsión Social.

## Instituciones No Gubernamentales

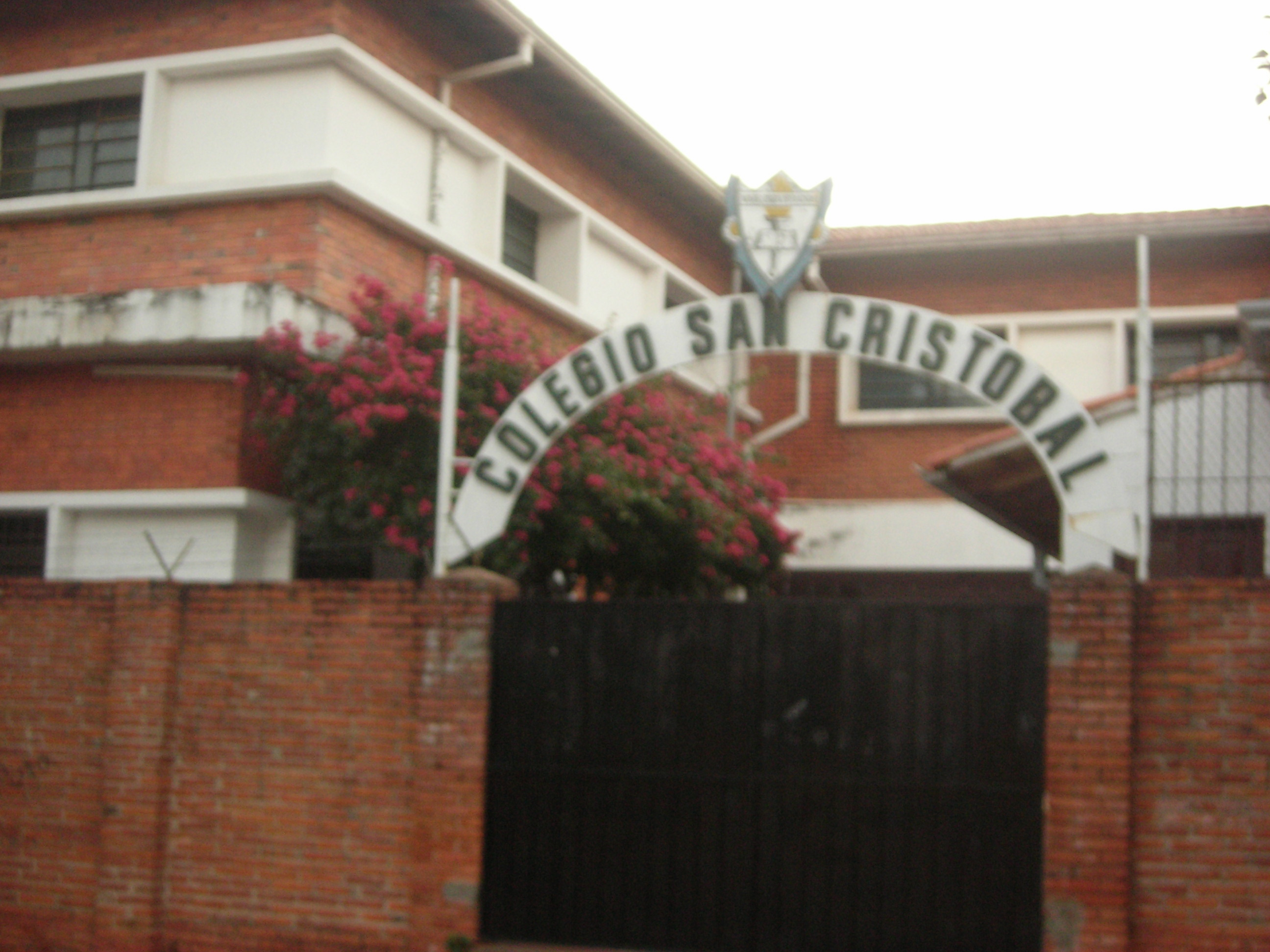

### Religiosas Católicas
- Parroquia San Cristóbal

### Referentes de Servicios a la Comunidad
- Cooperativa Multiactiva San Cristóbal Ltda. www.sancristobal.coop.py

### Otros
- Iglesia Evangélica
- Clasificados de Casas GRATIS https://web.archive.org/web/20170817020556/http://asuncioncasa.com/

### Entidades Sociales
- Club Deportivo de Villa Aurelia

### Educativas
- Colegio Santa Elena
- UV Internacional
- Colegio Parroquial San Cristóbal

## Instituciones Gubernamentales
Educativa
- Escuela y Colegio Nacional Luis Alberto de Herrera

Municipales
- Plaza
- Parque Vy`a ra